# 桑田猛
桑田 猛（くわた たけし、1905年2月14日 - 2000年8月18日）は、日本の経営者、理学博士。協和醗酵工業(現在の協和キリン)社長を務めた。

## 経歴
京都府京都市出身。1931年に京都帝国大学理学部化学科を卒業し、協和化学研究所主任を経て、1949年7月に協和醗酵工業に入社し、常務にも就任。1956年に専務を経て、1962年8月に副社長に就任し、1969年8月には社長に昇格。1972年7月に取締役相談役に就任し、1978年3月に相談役に就任。
2000年8月18日気管支肺炎のために死去。95歳没。